# Sorgekantate over Overhofmarschal Levetzau
Sorgekantate over Overhofmarschal Levetzau (Deens voor Begrafeniscantate voor opperkamerheer Levetzau) is een compositie van Niels Gade. Gade schreef in drie dagen een werk voor koor en orkest ter gelegenheid van het overlijden van Joachim Godsche von Levetzau op 7 november 1859. Deze man was diplomaat, maar vooral bestuurder van Det Kongelige Kapel en Det Kongelige Teater.
Het werk wordt ook wel Minde Cantata for Overhofmarschal Chamberlain Levetzau genoemd.